# Rentiapril

Rentiapril ou fentiapril é um medicamento do tipo inibidor da enzima de conversão da angiotensina (IECA). Desenvolvido por uma empresa japonesa denominada Santem, apresenta um número pequeno de trabalhos publicados na literatura médica.